# Choczyne
Choczyne (ukr. Хочине) – wieś na Ukrainie, w obwodzie żytomierskim, w rejonie olewskim. W 2001 roku liczyła 594 mieszkańców.